# Горошок строкатий
Горошок строкатий, чина ряба (Lathyrus venetus) — вид рослин з родини бобові (Fabaceae), поширений у Європі й Туреччині.

## Опис
Багаторічна рослина 20–40 см завдовжки. Китиці з 10–25 блідо-пурпурових 10–15 мм довжиною квіток. Листочки широко овальні, 40 мм довжиною, 20 мм завширшки, коротко загострені. Боби з дрібними бурими або червонуватими жилками. Насіння буре.

## Поширення
Поширений у південній, південно-східній, східній, центральній Європі й у північній Туреччині.
Вид в основному трапляється в прибережних і низинних полях.
В Україні вид зростає у тінистих лісах — у Лісостепу (Хмельницька обл., Кам'янець-Подільський р-н, с. Стара Ушиця; Вінницька обл., Чогілев-Подільський р-н, с. Яруга; Черкаська обл., м.Канів; Харківська обл., Харківський р-н , с. Липці); декоративна, медоносна й охоронна рослина.

## Охорона
Вид має живі колекції у 22 ботанічних садах у всьому світі. Вид, імовірно, пасивно зберігається in situ у багатьох чинних заповідних зонах у всьому його ареалі, але оскільки субпопуляції в цих місцях не відстежуються активно, на них можуть вплинути з часом фактори, такі як кліматичні зміни. У Швейцарії вид має статус EN.